# Climatizzatore (veicoli)
Il climatizzatore  di un veicolo, comunemente abbreviato in clima, è un dispositivo utilizzato per ventilare, deumidificare, riscaldare o rinfrescare l'abitacolo (e/o il vano passeggeri) di un'autovettura, di un autocarro o di un autobus attraverso l'aria condizionata.

## Storia

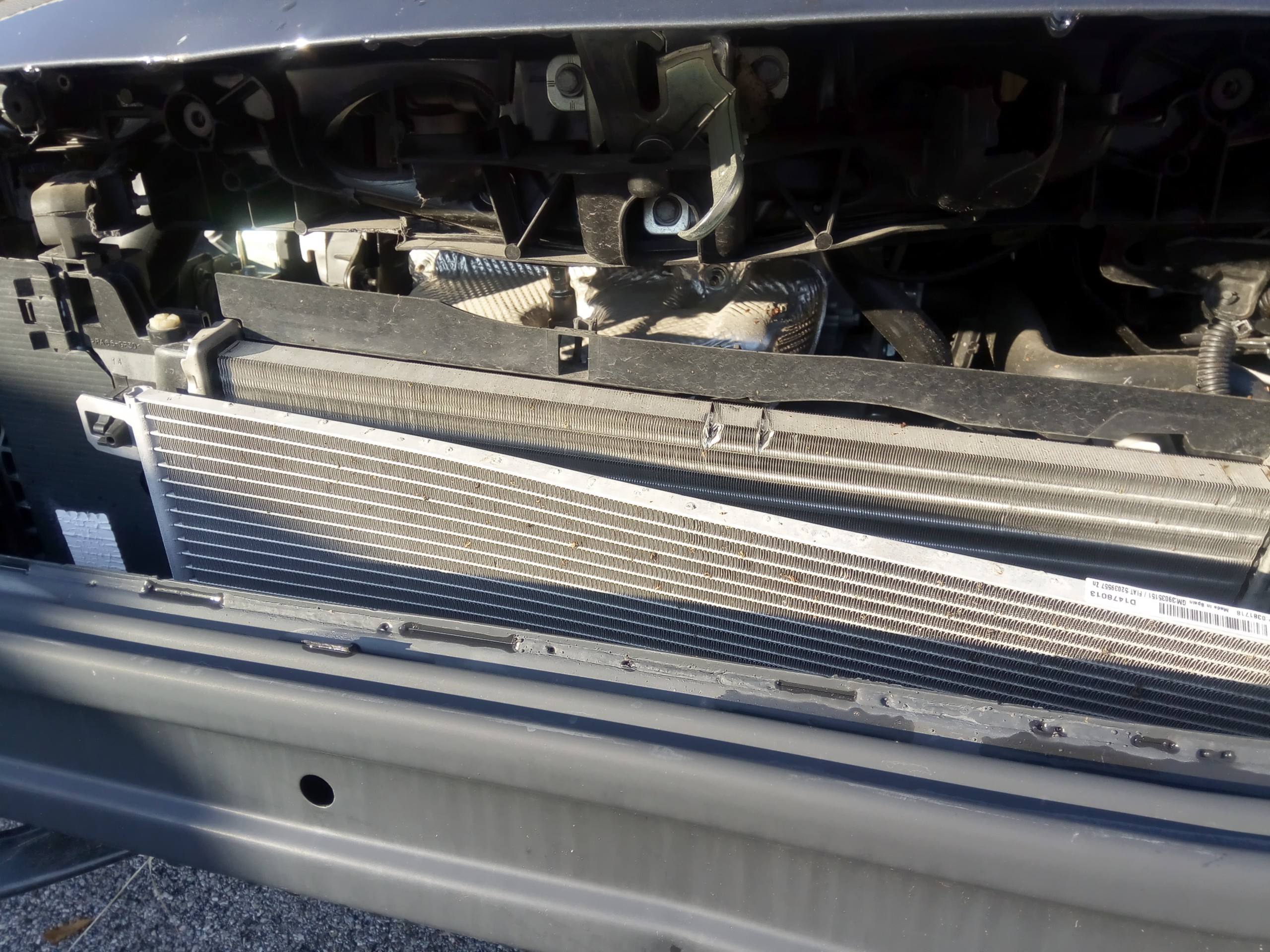
È possibile vedere i radiatori di un'automobile incidentata. Anteriormente è posto il condensatore, mentre, posteriormente ad esso, il radiatore del motore.

I primi tentativi di utilizzo della tecnologia sugli autoveicoli risalgono agli anni trenta quando erano installati artigianalmente su veicoli di lusso, mentre la prima casa automobilistica che lo offrì come optional su alcuni suoi prodotti risulta essere stata la Packard appena prima dello scoppio della seconda guerra mondiale. L'espansione massiva sul mercato iniziò poi negli anni sessanta e coinvolse presto anche i mezzi di trasporto industriali, sia degli autocarri che dei mezzi di trasporto pubblico.

## Tipi di climatizzatore
È disponibile in tre tipologie principali:
Manuale

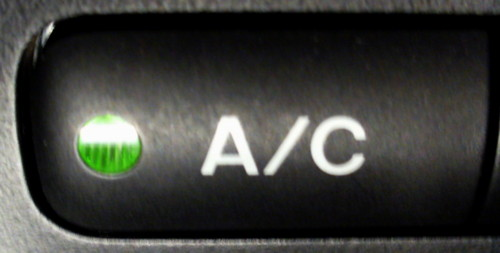
Tasto di accensione di un climatizzatore manuale

Il climatizzatore manuale, comunemente chiamato aria condizionata, ha solitamente tre manopole, una per regolare la temperatura del flusso d'aria (regolando tramite un cavo bowden il grado di apertura di una valvola di afflusso dell'acqua calda nel radiatore di riscaldamento o di uno sportello di miscelazione delle masse d'aria), una per impostare il regime di velocità del ventilatore e una per regolare la direzione del flusso dell'aria, oltre a selettori o bottoni per mettere in funzione o disattivare il compressore a seconda delle necessità dell'utente e attivare o disattivare il ricircolo dell'aria all'interno dell'abitacolo (in modo da velocizzare e intensificare il raffreddamento o impedire l'ingresso di odori molesti nell'abitacolo) e lo sbrinatore elettrico.
La funzione refrigerante (nonché deumidificante), che provoca la messa in funzione del compressore e quindi il circolo del fluido refrigerante presente nell'impianto, si attiva premendo un tasto solitamente indicato con la sigla AC (lettere iniziali di Air Conditioning) o con il simbolo di un fiocco di neve, diversamente il sistema funziona solamente come riscaldamento e/o ventilatore.
Mentre la funzione refrigerante è attiva, un termostato meccanico o elettronico posto sull'evaporatore o in alternativa immerso nel flusso d'aria a valle dello stesso, o in alternativa un meccanismo di controllo della pressione interna all'evaporatore, regola il funzionamento della frizione del compressore oppure il suo volume di pompaggio, assicurando che la temperatura dell'evaporatore non raggiunga il punto di congelamento dell'acqua (evento che determinerebbe l'interruzione improvvisa del flusso d'aria nell'abitacolo).
Mentre in passato veniva fornito come optional, il circuito di refrigerazione oggi è presente di serie su quasi tutte le vetture (eccetto quelle low-cost, dove è ancora optional sui modelli base).
Elettrificato
Il climatizzatore elettrificato differisce dal manuale solo per la presenza degli attuatori, che sostituiscono i bowden.
Gli attuatori sono dei motori che ricevono l'input direttamente dalle manopole presenti nell'abitacolo e ruotano direttamente le portelle, oppure possono essere connessi ad un sistema di ruote dentate, gestendo, di conseguenza, più movimenti con una sola rotazione
Automatico

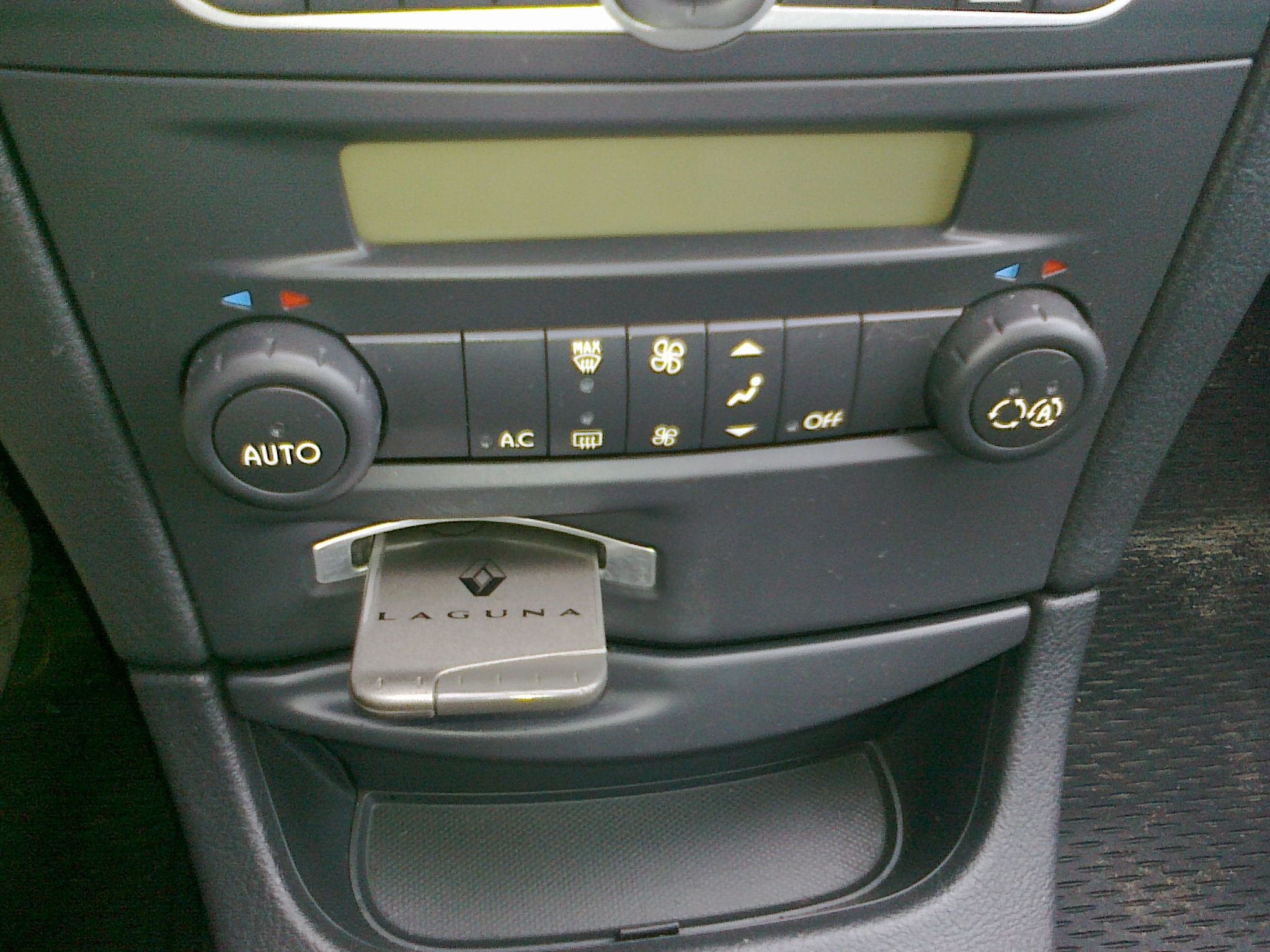
Pannello di comando di un climatizzatore automatico

Il climatizzatore automatico (a volte tasto specifico con sigla auto) regola il suo funzionamento in base alle impostazioni dell'utente e in particolare attraverso dei sensori che misurano la temperatura ambiente e la temperatura dell'abitacolo ed eventualmente anche del vano passeggeri se il climatizzatore è del tipo bizona in modo che la centralina possa regolare costantemente i parametri operativi dell'impianto (la velocità della ventilazione, il grado di apertura della paratia di ingresso aria esterna, il grado di apertura del rubinetto del radiatore di riscaldamento e/o della paratia di miscelazione dell'aria calda con quella fredda, l'accensione e lo spegnimento del magnete del compressore e la portata dello stesso se regolabile elettronicamente) con l'obiettivo di mantenere la temperatura dell'abitacolo o del vano passeggeri richiesta dall'utente. Il climatizzatore automatico può però funzionare anche in modalità manuale consentendo ad esempio la regolazione manuale della velocità del ventilatore. È un sistema diffuso soprattutto sui mezzi pubblici, e spesso è disponibile come optional su automobili altrimenti munite, negli allestimenti di base, del climatizzatore manuale.

## Consumo supplementare dovuto al climatizzatore
L'uso del climatizzatore con il compressore attivato aumenta i consumi di carburante a parità di velocità a causa dell'energia necessaria al funzionamento del compressore. Il consumo supplementare determinato dal funzionamento dell'impianto dipende dalla temperatura ambientale: infatti, ipotizzando una percentuale di ricircolo dell'aria nulla, a una maggiore temperatura dell'aria che investe l'evaporatore, corrisponde una maggiore pressione del fluido refrigerante (in condizioni operative del sistema normali, allo stato di vapore surriscaldato) in uscita dall'evaporatore; in ogni caso, a una maggiore temperatura dell'aria che investe il condensatore, corrisponde invece una maggiore pressione di condensazione. Come conseguenze, è richiesto un maggior lavoro utile da parte del compressore per mantenere in circolo il refrigerante, quindi un maggior carico è imposto sul motore del veicolo. In modo leggermente meno intuitivo, anche una maggior umidità relativa dell'aria aumenta il carico termico dell'evaporatore e dunque i consumi, essendo la condensazione dell'acqua sulle alette fredde dell'evaporatore un processo esotermico.
Diversamente, il solo riscaldamento o la sola ventilazione non richiedono il funzionamento del compressore, che può essere escluso dall'utente mediante apposito comando, o automaticamente dal sistema. Il compressore inoltre può essere a portata fissa, oppure variabile (soluzione che garantisce una migliore efficienza del sistema, una più lenta usura degli organi del compressore e un più preciso controllo della temperatura dell'evaporatore) in modo discreto oppure continuo, tramite diversi metodi di parzializzazione della sua cilindrata utile (e dunque della resa frigorifera) in funzione della pressione del refrigerante di ritorno o della prestazione richiesta. Nel caso di compressori azionati da un motore elettrico distinto, la portata di refrigerante può inoltre essere regolata in modo continuo variando la velocità di rotazione del motore e quindi dell'albero del compressore.
Negli impianti equipaggiati con più evaporatori posti in parallelo, muniti ciascuno di valvole di espansione termostatiche separate, la pressione del refrigerante allo stato gassoso di ritorno al compressore, e di conseguenza il lavoro svolto dal compressore, dipende anche dalla somma dei carichi termici di ciascun evaporatore. Nel caso in cui l'impianto non preveda un'elettrovalvola che chiuda in toto l'afflusso del refrigerante liquido all'evaporatore inutilizzato, il carico termico di un dato evaporatore del circuito frigorifero diventa pressoché nullo nel caso in cui il ventilatore dedicato venga spento, e di conseguenza, in ragione del rapido raffreddamento dell'evaporatore stesso, che riduce, sino ad annullare, il surriscaldamento del vapore saturo di refrigerante, la relativa valvola di espansione termostatica, su comando del bulbo a contatto dell'uscita dell'evaporatore, contenente una carica che sviluppa in ogni momento sul diaframma della valvola una pressione corrispondente a quella associata al rispettivo punto di ebollizione del fluido refrigerante in uscita, tende, prevalendo la forza elastica della molla, che chiude l'otturatore mobile, sulla forza esercitata dal diaframma, che invece lo apre, a chiudersi, con l'obiettivo di mantenere un grado costante di surriscaldamento del vapore saturo che si sviluppa a seguito dell'espansione del refrigerante liquido, riducendo l'afflusso di refrigerante liquido nell'evaporatore in questione, con la restante parte di refrigerante liquido non impiegata dagli altri evaporatori che va ad accumularsi nel ricevitore di liquido, ossia un recipiente in pressione integrato con o immediatamente seguito da un essiccatore e posto prima della valvola di espansione o, negli impianti con più evaporatori in parallelo, della diramazione che conduce alle valvole di espansione. In ogni caso, durante il ciclo frigorifero, la valvola di espansione termostatica non si chiude mai del tutto, bensì, anche in condizioni di carico termico basso, rimane sempre aperta di quel poco da garantire l'uscita dall'evaporatore di un vapore surriscaldato di refrigerante, in modo tale da impedire il ritorno di refrigerante liquido al compressore ma al tempo stesso consentire il fluire all'interno dell'impianto del suo olio lubrificante, e il sistema può comunque prevedere, ai fini di evitare il congelamento degli evaporatori, che comporta una diminuzione eccessiva della pressione di aspirazione con il conseguente rischio di aspirazione di refrigerante allo stato liquido, il funzionamento a una velocità minima, se non regolata a un valore maggiore, dei ventilatori degli evaporatori con il circuito di refrigerazione in funzione, e un pressostato posto sulla condotta di aspirazione del refrigerante o, alternativamente o congiuntamente, un sensore che interrompe temporaneamente il funzionamento del compressore al raggiungimento, da parte dell'evaporatore, del punto di congelamento dell'acqua.

## Tipi di refrigeranti per aria condizionata automobilistica
R-12
L'R-12, il primo refrigerante per aria condizionata automobilistica, fu inventato nel 1928 da un team di scienziati guidati da Thomas Midgley Jr. Era un clorofluorocarburo (CFC) usato in diversi settori, inclusi i sistemi di climatizzazione delle automobili, perché non infiammabile e sicuro. Tuttavia, negli anni '70 si scoprì che l'R-12 conteneva cloro, che danneggiava lo strato di ozono. A metà degli anni '90 la sua produzione fu vietata e sostituita dall'R-134a. L'R-12 è ancora disponibile, ma molto costoso e difficile da trovare.
R-134a
L'R-134a, un idrofluorocarburo (HFC) che non contiene cloro, è stato introdotto come sostituto dell'R-12. È un gas serra con un potenziale di riscaldamento globale inferiore rispetto all'R-12. Le auto prodotte nei primi anni '90 utilizzavano l'R-134a nei loro sistemi di climatizzazione, e i proprietari di auto più vecchie dovevano convertire i loro sistemi. L'R-134a ha un potenziale di riscaldamento globale di circa 1.430. L'R-134a ha iniziato a essere eliminato gradualmente nell'Unione Europea a partire dalla metà degli anni 2010, in seguito a una direttiva del 2006 che raccomandava la sostituzione dei gas nei sistemi di climatizzazione con un GWP superiore a 100.
R-1234yf
L'R-1234yf, un idrofluoro-olefina, è il refrigerante più recente, sviluppato da DuPont/Honeywell. È più costoso rispetto all'R-134a, ma ha un impatto ambientale molto inferiore, con un potenziale di riscaldamento globale di circa 4. Non è compatibile con i sistemi R-134a o R-12.

## Scelta tra finestrini abbassati e climatizzazione
La scelta della climatizzazione o nel mantenere i finestrini aperti per il ricambio dell'aria e il conseguente abbassamento delle temperature dell'abitacolo ha impatti differenti sui consumi di carburante, difatti i finestrini aperti impattano negativamente sull'aerodinamica del veicolo e quindi influiscono maggiormente ad alte velocità, mentre il climatizzatore ha un assorbimento energetico legato al regime del motore e risulta in buona norma relativamente costante, questo fa sì che il climatizzatore sia una scelta più conveniente ad alte velocità, ma non è detto che tutti i veicoli riescano a raggiungere la velocità dove risulta più conveniente l'uso del climatizzatore, in quanto si è visto che con un veicolo aerodinamico l'apertura dei finestrini incide molto sull'aerodinamica complessiva, di conseguenza la convenienza nel passare al climatizzatore si ha a velocità più basse rispetto ad un veicolo poco aerodinamico, il quale per poter utilizzare il climatizzatore con minore consumo energetico rispetto all'avere i finestrini aperti, dovrebbe viaggiare a velocità maggiori rispetto a quelle autostradali.